# Unión Liberal (Alemania)
La Unión Liberal (alemán: Liberale Vereinigung, LV) fue un efímero partido político liberal en el Imperio Alemán. Fue fundado como una escisión del Partido Nacional Liberal, y poco después se fusionó con el Partido del Progreso Alemán para a su vez formar el Partido Librepensador Alemán en 1884.

## Historia
La facción izquierdista del Partido Nacional Liberal estaba descontenta con el apoyo de la dirección del partido  al gobierno conservador de Otto von Bismarck. Lo más importante es que apoyaban el libre comercio mientras que los líderes nacionales liberales Rudolf von Bennigsen y Johann von Miquel sostenían, contra principios liberales clásicamente, la política sobre tarifas de Bismarck ("Schutzzollpolitik"). Otros puntos conflictivos fueron las leyes anti-socialistas ("Sozialistengesetze"), la Kulturkampf contra la Iglesia Católica y el presupuesto militar ("Septennat").
El partido fue dirigido por Eduard Lasker. Otros miembros notables fueron Ludwig Bamberger, el alcalde de Berlín Max von Forckenbeck, el historiador premio Nobel Theodor Mommsen, Friedrich Kapp, Theodor Barth, y Georg von Siemens.
La Unión Liberal fue un partido de notables ("Honoratiorenpartei"), que contaba con su electorado sobre todo entre las clases altas de Alemania del Este y del Norte: los comerciantes y los intelectuales. La estructura de la LV era bastante floja. Sin embargo, fue inicialmente exitosa, ganando 46 escaños del Reichstag en las elecciones parlamentarias de 1881.
En última instancia el partido planeó fusionar todos los partidos liberales en uno solo, con posiciones liberales monárquicas y parlamentaristas, siguiendo el modelo del Partido Liberal del Reino Unido e idealmente gobernar bajo el futuro emperador Federico III. Sin embargo, los liberales nacionales dejaron en claro que seguirían leales a Bismarck. Por lo tanto el representante del partido Franz von Stauffenberg negoció con Eugen Richter, el líder del Partido del Progreso Alemán a principios de 1884. Ya en marzo de 1884 ambos partidos formaron un grupo parlamentario conjunto con 100 escaños. Para las elecciones parlamentarias de 1884 se formó finalmente el Partido de Mentalidad Libre Alemán. Posteriormente, la representación parlamentaria se redujo a sólo 64 escaños en el Reichstag.